# NGC 2684
NGC 2684 (другие обозначения — UGC 4662, MCG 8-16-35, ZWG 237.24, IRAS08514+4921, PGC 25024) — спиральная галактика (Sc) в созвездии Большой Медведицы. Открыта Уильямом Гершелем в 1788 году.
В галактике наблюдается рост возраста и понижение металличности звёздного населения от центра к окраине. Дальше 24 секунд дуги от центра галактики молодых звёзд практически не наблюдается.
Этот объект входит в число перечисленных в оригинальной редакции «Нового общего каталога».